# Edward Hodges Baily

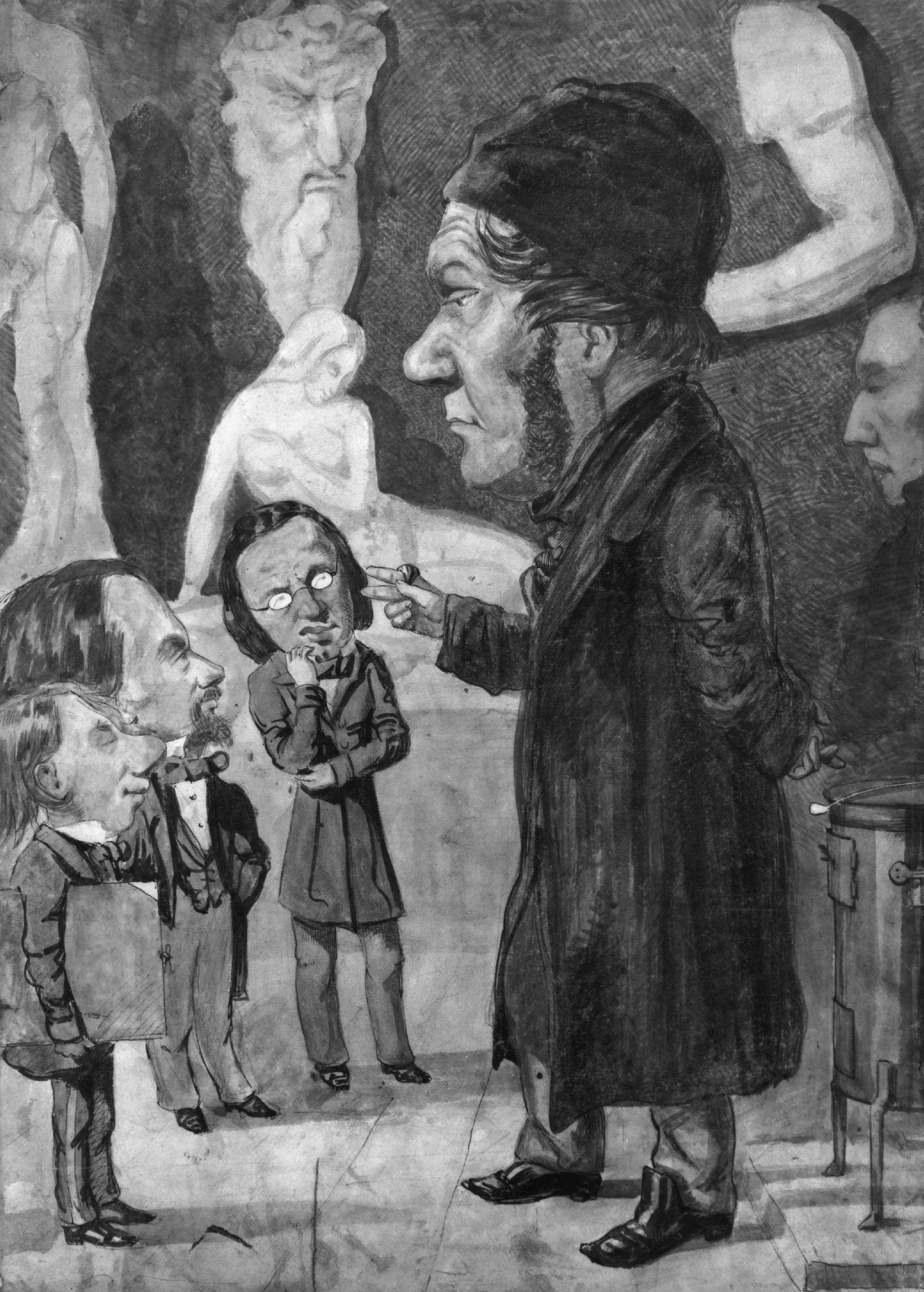
Edward Hodges Baily, circa 1850

Edward Hodges Baily R.A., F.R.S. (* 10. März 1788 in Bristol; † 22. Mai 1867 in Holloway, London) war ein englischer Bildhauer.

## Herkunft und Familie
Baily war ein Sohn eines dekorativen Holzschnitzers William Hellier Baily (1763–1834), der für seine Darstellung von Tieren, Landschaften und Meeresszenen bekannt war und in Bristol überwiegend Galionsfiguren und Verzierungen für Schiffe anfertigte. Seine Mutter war Martha Hodges (1755–1836). Er hatte drei jüngere Geschwister:
- Martha Baily (geboren am 19. Dezember 1793)
- Mary Ann Baily (geboren am 30. Mai 1790)
- John Baily (5. August 1792–31. Juli 1868) folgte seinem Vater in den Beruf des Schnitzers von Galionsfiguren
  - William Hellier Baily (geboren am 7. Juli 1819, gestorben am 6. August 1888), wurde Paläontologe
  - Priscilla (geboren um 1825, gestorben 1875, Alter 50)
  - Mary Jane

## Leben und Wirken
Er besuchte ein Gymnasium, zeigte aber wenig Neigung dem Unterricht zu folgen, sondern zeichnete eher seltsame Porträts seiner Schulkameraden. Mit vierzehn trat er in das Büro eines Kaufmanns, bei dem er zwei Jahre lang blieb. In dieser Zeit wurde er von einem Wachsmodellierer unterrichtet und verbesserte seine künstlerischen Fähigkeiten. Er gab die Kaufmannskarriere auf und begann Porträts in Wachs anzufertigen. Er führte eigene Studien nach der Antike durch und kam 1807 durch die Vermittlung des Chirurgen Leigh (oder Legh), der ihn beauftragt hatte nach Zeichnungen des Bildhauers John Flaxman zwei kleinere Gruppen anzufertigen, nach London, um Schüler Flaxmans zu werden. Hier blieb er für sieben Jahre und führte für diesen die kolossale Statue der Britannia aus. Im Jahr 1809 trat er in die Royal Academy of Arts ein, gewann schnell hintereinander Silber- und Goldmedaillen. Er war von 1815 bis 1833 Chefmodelleur und Designer der Firma Rundell & Bridge (Hofjuweliere und Gold- und Silberschmiede), für die er zahlreiche Entwürfe für Präsentierteller, Kandelaber, Trophäen für den Pferderennsport (beispielsweise den „Doncaster Cup“, 1843, oder den „Ascot Gold Cup“, 1844). 1817 wurde er mit der Figur englisch Apollo discharging his arrows against the Greeks ‚Apollo schießt seine Pfeile gegen die Griechen‘ als Associate an der Royal Academy aufgenommen. Im Jahr 1818 schuf er für die British Literary Institution die Statue Eve at the Fountain, die seinen Ruf begründete. 1821 wurde er zum ordentlichen Mitglied der Royal Academy gewählt und erhielt den Auftrag zur Ausführung von Skulpturen für den Buckingham Palace (Reliefs im Thronsaal, Grazien, Jäger, schlafende Nymphe). Für den Marble Arch in London fertigte er 4 Trophäen auf Pfeilern, 2 rechteckige Paneele, 6 Darstellungen des Sieges, 3 Schlusssteine und 4 Siegesstatuen. 1829 begann er damit 8 Statuen für die Einfahrt am Hyde Park Corner anzufertigen, die aufgrund des Todes des Königs erst 1832 vollendet wurden. 1841 fertigte Baily den Entwurf für ein Monument für Horatio Nelson mit Obelisk.
Bis 1858 war Baily ein vielbeschäftigter Mann und widmete sich überwiegend der Anfertigung von Porträtbüsten und Statuen. Darstellungen der „Mutterliebe“, „Mutter und Kind“ oder „Gruppen von Kindern“ waren seine Lieblingsthemen und wurden oft in Hochreliefs wiederholt. Er fertigte Porträtstatuen von Charles James Fox und Lord Mansfield für die St. Stephens Hall in Westminster. 1863 wurde Baily zum „Ehrenakademiker im Ruhestand“ ernannt und nahm nicht mehr an Ausstellungen teil.
Er starb 1867 und wurde im Londoner Highgate Cemetery bestattet.

## Ehrungen
- 1808: Silbermedaille der Royal Society of Arts für ein Gipsmodell des Laokoon
- 1809: Silbermedaille der Royal Academy
- 1811: Goldmedaille der Royal Academy mit einem Geldpreis für die Gruppe Herakles, dem Admet die Alkestis zurückführend
- Vom 10. Februar 1821 bis zum 1. Dezember 1862 gewähltes Mitglied der Royal Academy of Arts.[5]
- 1842 als Mitglied („Fellow“) in die Royal Society gewählt.
- 1852 bis 1861 Mitglied (und Mitbegründer) des Institute of British Sculptors

## Werke (Auswahl)
Baily war regelmäßiger Aussteller in der Royal Academie. In den Jahren 1810 bis 1862 waren insgesamt 186 Werke von ihm dort ausgestellt. Er schuf auch eine große Anzahl Grabmonumente.
- Eva an der Quelle oder Eva am Brunnen 1818 in Marmor ausführt für das literarische Institut in Bristole, kam ins Kunstinstitut nach Bristol (Bristol City Museum and Art Gallery)
- Standbild Nelsons auf der korinthischen Säule am Trafalgar Square
- Denkmal für Lord Holland in der Westminsterabtei
- Eva auf die Stimme lauschend
- Herakles und Lykos
- Der müde Jäger
- Schlafende Nymphe
- Zahlreiche Porträtstatuen und Büsten
- Statue des Großmeisters Herzog von Sussex im Londoner Großlogenhaus (Baily war Großdiakon der Großloge von England).[6]

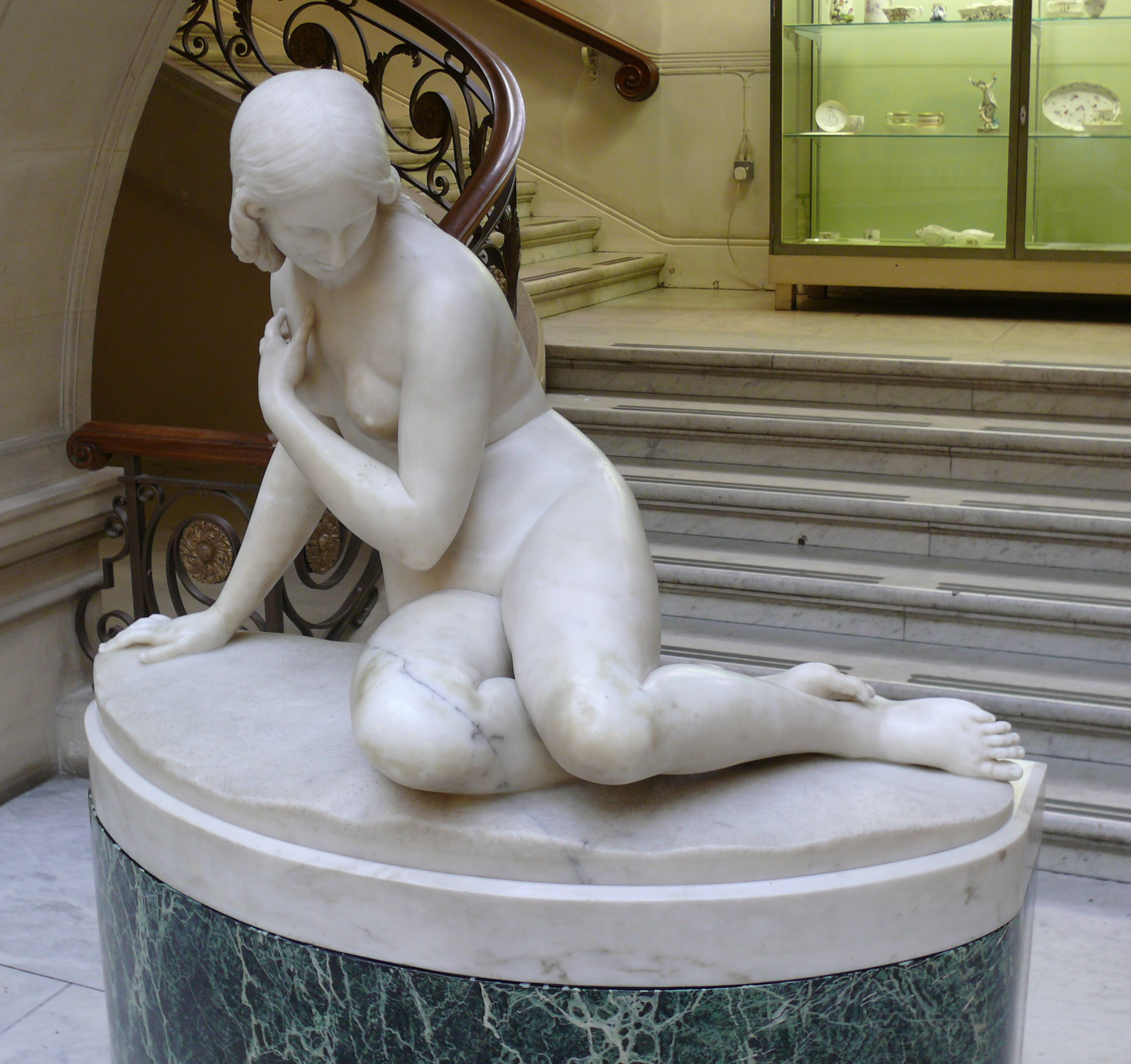
Eva an der Quelle
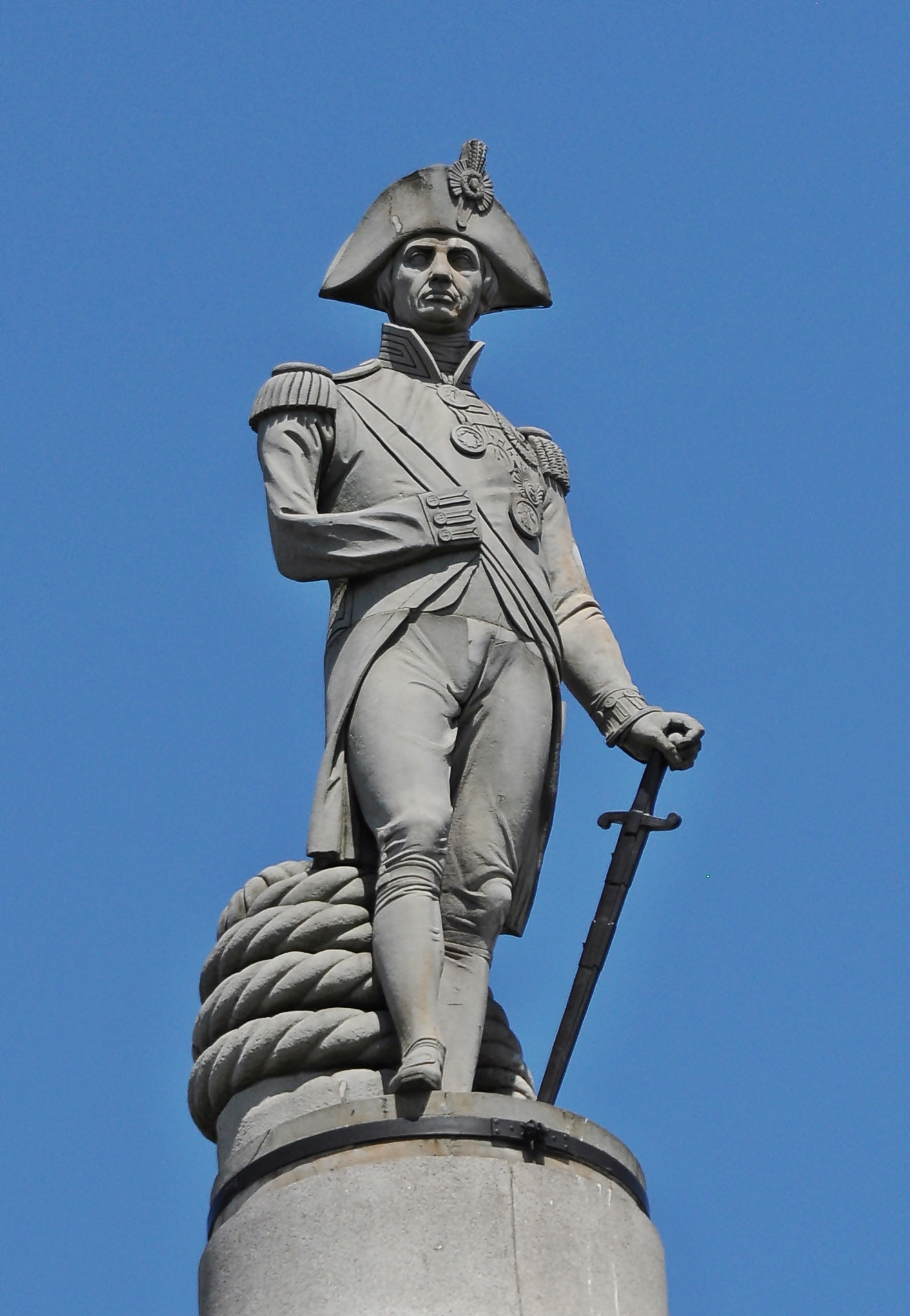
Admiral Horatio Nelson, Trafalgar Square

## Ausstellungen (Auswahl)
- 1853: The Exhibition of Art-Industry in Dublin
- 10. Januar 1851: North London Artisan School
- 1852, 1853, 1855: Royal Academy of Arts
- 1862: Weltausstellung, London Eve at the Fountain
- 1872: Exhibition of Arts, Industries and Manufactures (and Loan Museum of Works of Art), Dublin